# Gerstetten
Gerstetten è un comune tedesco di 11 913 abitanti, situato nel land del Baden-Württemberg. Esso si trova nelle Alpi sveve, è il comune più grande, insieme a Baiersbronn di tutta la Foresta Nera. È uno dei comuni che formano l'Albuch.